# 岩崎大介
岩崎 大介（いわさき だいすけ、1976年3月20日 - ）は、日本の女性向けコンテンツのプロデューサー、ディレクター、ゲームクリエイター、作詞家。Rejet株式会社代表取締役社長。北海道出身。愛称は岩D（いわでぃ）。Rejet作品のほぼすべての企画原作作詞を手掛ける。

## 経歴
- アメリカへの留学、学校の教師を経て転職、コンシューマー開発会社のHuneXに入社して様々なゲームを制作。
- コンシューマゲームではピンキーストリート キラキラ☆ミュージックアワーなどを手掛け、手掛けたゲームタイトルは100本以上になる。開発会社でディレクターやプランナーとして企画立案を行なっていた。
- 乙女ゲームで原案・ディレクションを手掛けたディースリー・パブリッシャーのVitaminXシリーズが大ヒットとなり、その後、前田浩孝とともに2009年Rejetを設立し代表取締役社長となる[1][2]。
- Rejetでは女性向けコンテンツ制作会社としてゲーム、シチュエーションCD、店舗（Rejet shop）、通販（SKiT Dolce）、イベント等、多彩な運営を行っている。
- Rejetで様々なコンテンツをプロデュース・ディレクション・企画する傍ら、自社関連作品の主題歌やキャラクターソングの作詞を手掛ける。しばしば自らのTwitterアカウントで歌詞を発表することから、「変な歌詞bot」の愛称で親しまれている[3]。
- 2007年から2020年10月までに合計【492曲】以上の作詞を手掛けている。
- Rejetが行う各シーズンの新作発表会では、自らプレゼンテーションを行うスタイルをとっていた。
- 岩D（いわでぃ）の愛称は、神谷浩史・小野大輔のDearGirl〜Stories〜のラジオ（第118話、第140話)に出演した際に、小野大輔と神谷浩史から名付けられた。
- iDBEST と題した、自身の作詞200曲記念アルバムをリリースしている。
- 2018年にDMM GAMESとの資本提携を発表した[4]。

## 作品の特徴
- 自身の企画は乙女ゲームらしからぬ、ぶっ飛んだ設定や題材をテーマにすることが多い。
- 鈴木達央がディレクション作品で出演、センターキャラを担当することが多い。代表例は『VitaminX』の真壁翼や『Lucian Bee's RESURRECTION SUPERNOVA』のヴァン、『スカーレッドライダーゼクス』の駒江・クリストフ・ヨウスケ、RejetFes.限定アニメーション『ZEPHYR』のネッドなど。
- 『Vitamin』の制作時代に、鈴木本人と仲が良かったらしく、意気投合していた。Twitterでは「達」と呼んでいる。鈴木はイベントで「岩崎」と呼び捨てにするなど、関係性が窺える。
- 同じく『VitaminZ』の成宮天十郎役、『MARGINAL#4』の野村エル役のKENNや、『Dance with Devils』で主役の鉤貫レム役の斉藤壮馬と懇意な様子がTwitter上で窺える。
- 『DGS響』のゲーム開発を担当。ゲームを作るに当たって小野大輔・神谷浩史のパーソナリティ2人にも意見を求めるが、珍奇な意見しか出てこず、危うく『暴れん坊天狗』を作りそうになる。
- 『DGS響』のプロモーションの一環として、諏訪勝となぜか、クロストーク三十路グラビアを撮影した。
- 様々な女性向け以外のクリエーターとコラボレーションを行っている。『Lucian Bee's RESURRECTION SUPERNOVA』や『ビヨンド ザ フューチャー フィックス ザ タイム アロー』で5pb.および志倉千代丸、『恋愛番長』で乙女ゲーム雑誌『B's-LOG』、『神谷浩史・小野大輔のDearGirl〜Stories〜』の構成作家諏訪勝、『スカーレッドライダーゼクス』でイラストレーターのpako、脚本家の佐藤大、『TINY×MACHINGUN』で『停電少女と羽蟲のオーケストラ』の二宮愛、『TOKYOヤマノテBOYS』ではプロキオンスタジオや光田康典、2013年、構成作家諏訪勝とのコラボ企画「-8」、2014年、サテライトとのコラボレーションアニメ『ZEPHYR』、2015年、Rejet×DMMの『一血卍傑』やavex picturesが制作する、エレメンツガーデンとコラボレーションしたTVアニメーション『Dance with Devils』が発表された。『ディア♥ヴォーカリスト』ではイラストレーターのスオウ、作曲家編曲家のR・O・Nとのコラボレーション楽曲を提供している。
- 作詞家としては詞に特殊なルビを振る、ダブルミーニング（本人談）が特徴。音符に対しての言葉の詰め方や、セクシュアルな表現描写も特徴的で、ファンからはヒワDと呼ばれることも。
- 綺麗な詞の場合はキレイな岩Dと称される。
- 作詞者名義が「iD」「Daisuke Iwasaki」「岩崎大介」など複数混在しているが、本人による使い分けなのか説明はなく不明。
- 2010年までは手がけた作詞のほぼすべてが、栄裕美子との共作である。

## ゲーム作品
- 乙女的恋革命★ラブレボ!!：ディレクション
- DEAR My SUN!!〜ムスコ★育成★狂騒曲〜：ディレクション・作詞
- VitaminX：企画・原案・ディレクション・作詞
- VitaminY：ディレクション
- VitaminZ：企画・原案・ディレクション・作詞
- VitaminR：企画・原案・ディレクション・作詞
- Real Rode -リアルロデ-：ディレクション
- DearGirl〜Stories〜響特訓大作戦!：ディレクション・作詞
- Lucian Bee's RESURRECTION SUPERNOVA：企画・原案・ディレクション・作詞
- Lucian Bee's JUSTICE YELLOW：企画・原案・ディレクション・作詞
- Lucian Bee's EVIL VIOLE：企画・原案・ディレクション・作詞
- スカーレッドライダーゼクス：企画・ディレクション・作詞
- 恋愛番長 命短し、恋せよ乙女! Love is Power：プロデュース・作詞
- 恋愛番長2　MIDNIGHT　LESSON：プロデュース・作詞
- Tiny×MACHINEGUN：プロデュース・ディレクション・作詞
- TOKYOヤマノテBOYS シリーズ：ディレクション・作詞
- ビヨンド ザ フューチャー フィックス ザ タイム アロー：企画・原案・ディレクション
- 月華繚乱ROMANCE：原案・ディレクション・作詞
- BLACK WOLVES SAGA：原案・プロデュース・作詞
- DIABOLIK LOVERS ：原案・ディレクター・プロデューサー・作詞
- -8（マイナスエイト）：ディレクション・作詞
- 剣が君：プロデューサー・作詞
- もしこの世界に神様がいるとするならば。：原案・プロデューサー・作詞
- MARGINAL#4 : プロデューサー・作詞
- Dance with Devils：企画・原案・ディレクション
- 一血卍傑：企画・原案・ディレクション
- 桃源郷AYAKASHICHILDREN：企画・原案
- 剣が刻：総合プロデューサー

## 映像作品
- B's-LOGTV恋愛番長:プロデュース
- RejetFes.2014限定アニメーション ZEPHYR（ゼファー） : 総監督・原案・作詞
- TVアニメーション Dance with Devils:原案
- TVアニメーション MARGINAL#4 Kissから創造（はじ）まるBigBang：企画

## 生放送番組
- 快感 TO Night
- Rejet新作発表会2014 Where is Love?
- Rejet新作発表会2015 スノーヴァージンロード
- Rejet新作発表会2016 夏祭り
- Rejet新作発表会2016 CHANGE

参考：オトメラボ タグ：Rejet新作発表会　

## 作詞
2020年10月　合計作詞数492曲

### ALICE=ALICE
2曲
- Regulation of A　歌：黒うさぎ＆三月ウサギ
- ワンシーン　歌：黒うさぎ＆三月ウサギ

### 一血卍傑-ONLINE-
1曲
- 一縷の望み　歌：佐々木恵梨

### CARNELIAN BLOOD
9曲
- (Intro) Vigilante　歌：EROSION
- From a Spicy Peak　歌：EROSION
- Underdogs　歌：EROSION
- (INTRO) Lighthouse　歌：EROSION
- Aspiration　歌：EROSION
- The Oath　歌：EROSION
- RAD HEAD　歌：EROSION
- Get Out!!!!!　歌：EROSION
- (Outro) Sham’ing　歌：EROSION

### カモンフェローズ！
10曲
- 孤独すとらてじぃ　歌：メパチ
- Defocus　歌：メパチ
- Beautiful Luv　歌：REVIEW様
- FREEDOM　歌：REVIEW様
- ダルマさんとカルマさん　歌：黒舟
- 真夜中次第　歌：黒舟
- Vengeance　歌：じぇる
- POISON GIRL　歌：じぇる
- 少女M　歌:みっちぃ
- カレホリック　歌：みっちぃ

### 月華繚乱ROMANCE
4曲
- Crazy 4 Me　歌：禁断兄弟 葵＆敦盛
- My Fate　歌：禁断兄弟 葵＆敦盛
- UNDER THE MOONLIGHT　歌：禁断兄弟 葵＆敦盛
- DAY&NIGHT　歌：禁断兄弟 葵＆敦盛

### 剣が君
16曲
- 軌跡　歌：九十九丸、螢
- 雪解けて　歌：Lasah　
- 永遠に、ひとつ　歌：Lasah
- 鼓動　歌：九十九丸、螢
- 六花抄　歌：Lasah　
- 孤月　歌：Lasah　
- 鴉羽の彩　歌：九十九丸
- 面影草　歌：螢
- 恵愽　歌：実彰
- 黄金色に包まれて　歌：縁
- 蛍　歌：左京
- 天照る愛　歌：鈴懸
- 真愛　歌：九十九丸、螢
- 夢の橋　歌：実彰、縁
- 桜河　歌：左京、鈴懸
- 生きる　歌：九十九丸
- 火車　歌：鈴懸
- ひとり、一夜　歌：九十九丸

### 剣が刻
1曲
- 花明かり　歌：徳川光国

### CORPSE†HEART
6曲（12曲）
- NIGHT PRINCE（ミュージカルVer.）　歌：リジィ
  - （EASTER NIGHT〈アンデッドVer.〉　歌：リジィ）

- Black Tragedy（ミュージカルVer.）　歌：ヴァレリー
  - （Candy Hearts〈アンデッドVer.〉　歌：ヴァレリー）

- チェンジリング（ミュージカルVer.）　歌：クー
  - （Яeplicant〈アンデッドVer.〉　歌：クー）

- LAST DENNER（ミュージカルVer.）　歌：キルミ
  - （Delicious!!〈アンデッドVer.〉　歌：キルミ）

- 黒ノ霧（ミュージカルVer.）　歌：ネス
  - （赤ノ月〈アンデッドVer.〉　歌：ネス）

- Tattoo（ミュージカルVer.）　歌：アロン
  - （T or F〈アンデッドVer.〉　歌：アロン）

### SACRIFICE
1曲
- パラダイムシフト　歌：ゆーたくII

### 新撰組比翼録　勿忘草
1曲
- 比翼の鳥　歌：marina

### スカーレッドライダーゼクス
11曲
- 愛のZERO距離射撃-loveshooooot!!!!!　歌：駒江・クリストフ・ヨウスケ＆霧澤タクト
- 無敵のTwinkle★Star　歌：鞍馬ヒロ＆津賀ユゥジ
- 彷徨えるヒステリックラヴァー　歌：無月ヒジリ＆錫木カズキ
- Soul Elevation　歌：無月ヒジリ
- 愛ADRENALINE　歌：駒江・クリストフ・ヨウスケ
- 70億分の1のカノジョ　歌：霧澤タクト
- ALL-BACK-ATTACK!!　歌：津賀ユゥジ
- BINDINGME,BINDINGYOU　歌：鞍馬ヒロ
- 紅の哀絶叫（クリムゾンソローシャウト）　歌：錫木カズキ
- 咎塗れのKyrie　歌：無月ヒジリ
- Rock’in★Roll★Driller　歌：駒江・クリストフ・ヨウスケ＆無月ヒジリ

### ZEPHYR
1曲
- 閃光のResolver　歌：ネッド

### SEVENTH HEAVEN
7曲
- LOVE DELIGHT　歌：アキラ
- 二律背反的鎮魂歌 (Ambivalent Requiem)　歌：ヒナタ
- REUNION　歌：イツキ
- 永遠のWALTZ　歌：ユーリ
- 深海　歌：シオン
- STARS　歌：ミント
- NEVER∞EVER　歌：カナデ

### 全力少年達のおうた
8曲
- 初体験 (First Experience)♥　歌：結城ユズル＆舘花セナ
- 妄想（ドリーム）ADVANCE!!　歌：結城ユズル＆舘花セナ
- 愛ジャパン　歌：如月リヒト＆宍倉キィ
- Vintage!!　歌：如月リヒト＆宍倉キィ
- PiNK!!!-How To Catch Me-　歌：佐伯タイガ＆桜庭トア
- A=X+Y+Z　歌：佐伯タイガ＆桜庭トア
- Edge Sketch One Touch♥　歌：結城ユズル＆舘花セナ
- BBA　歌：結城ユズル＆舘花セナ

### THANATOS NiGHT シリーズ
THANATOS NiGHT　6曲
- iN Your Eyes　歌：イザヤ
- 虜-Capture-　歌：ニア
- Midnight Seeker　歌：オリバー
- U are Devil　歌：セス
- スノードロップ　歌：リアム
- Blues　歌：デュラン

THANATOS NiGHT Re:Vival　6曲
- KiLLER KiSS+　歌：イザヤ
- (2)Heart Resize　歌：ニア
- 常習犯　歌：オリバー
- ラビリンス　歌：セス
- CrazyVoice　歌：リアム
- SAYONARA　歌：デュラン

### Dance with Devils
12曲
- 覚醒のAir　歌：羽多野渉
- マドモ★アゼル　歌：PENTACLE★
- DESTINALE!　歌：鉤貫レム
- アンバランスに愛して　歌：立華リンド
- キミはエストレージャ　歌：楚神ウリエ
- Hello!!CrazyWorld　歌：南々城メィジ
- 幻想のキリエ　歌：棗坂シキ
- My Opinion 歌：ローエン
- 革命前夜 – The Eve of the Revolution-　歌：四皇學園生徒会
- 運命のCoda　歌：羽多野渉
- BL(U)CK BASIS　歌：PENTACLE★★
- KING&QUEEN　歌：羽多野渉

### ディア♥ヴォーカリスト
92曲

### Dear Girl〜Stories〜響 響特訓大作戦！
2曲
- 熱愛S・O・S!　歌：神谷浩史+小野大輔
- ねこまっしぐら　歌：神谷浩史+小野大輔

### DIABOLIK LOVERSシリーズ
DIABOLIK LOVERS　2曲
- 真夜中の饗宴 (MIDNIGHT PLEASURE)　歌：逆巻アヤト（CV:緑川光）＆逆巻スバル（CV:近藤隆）＆逆巻シュウ（CV:鳥海浩輔）　
- 幻日理論 -Parhelion Rogic-　歌：逆巻アヤト（CV:緑川光）

DIABOLIK LOVERS キャラクターソング 6曲
- ADDICTED (2) PHANTOM　歌：逆巻アヤト（CV:緑川光）
- 切断★舞踏会（キリサキ★CARNIVAL）　歌：逆巻カナト（CV:梶裕貴）
- 血濡れた密会 (BLOODY SABBATH)　歌：逆巻ライト（CV:平川大輔）
- ZERO　歌：逆巻スバル（CV:近藤隆）
- Farewell Song　歌：逆巻シュウ（CV:鳥海浩輔）
- とある預言者の、運命（シックザール）　歌：逆巻レイジ（CV:小西克幸）

DIABOLIK LOVERS MORE CHARACTER SONG 10曲
- アルカディア　歌：逆巻アヤト（CV:緑川 光）
- GRATEFUL★DEAD★MARCH　歌：逆巻カナト（CV:梶裕貴）
- 冷たい血　歌：無神ルキ（CV:櫻井孝宏）
- 悪魔的 (Devil's) Spire!!!!　歌：無神コウ（CV:木村良平）
- Q.E.D　歌：逆巻ライト（CV:平川大輔）
- 愛しきPain　歌：逆巻スバル（CV:近藤 隆）
- 暴言（せいろん）シンドローム　歌：無神ユーマ（CV:鈴木達央）
- KILLYOU,AGAIN　歌：無神アズサ（CV:岸尾だいすけ）
- KISS♥MARK　歌：逆巻シュウ（CV:鳥海浩輔）
- 苺の罪（ストロベリィ・ジャム）　歌：逆巻レイジ（CV:小西克幸）

DIABOLIK LOVERS Bloody Songs -SUPER BEST- 限定収録楽曲 2曲
- 真夜中の饗宴（MIDNIGHT PLEASURE） -Remix ver-　歌：逆巻アヤト（CV:緑川光）＆逆巻シュウ（CV:鳥海浩輔）＆逆巻スバル（CV:近藤隆)
- 極限（UNLIMITED）BLOOD -Remix ver-　歌：逆巻アヤト（CV:緑川光）＆逆巻シュウ（CV:鳥海浩輔）＆逆巻スバル（CV:近藤隆)

DIABOLIK LOVERS Bloody Songs -SUPER BESTⅡ- 限定収録楽曲 3曲
- Bloody★Mayim★Mayim　歌：逆巻アヤト（CV:緑川光）＆逆巻カナト（CV:梶裕貴）＆逆巻ライト（CV:平川大輔）＆逆巻シュウ（CV:鳥海浩輔）＆逆巻レイジ（CV:小西克幸）＆逆巻スバル（CV:近藤隆）（逆巻家Ver.のみに収録）
- 罠-If You're Diablo-　歌：無神ルキ（CV:櫻井孝宏）＆無神コウ（CV:木村良平）＆無神ユーマ（CV:鈴木達央）＆無神アズサ（CV:岸尾だいすけ）（ルキは台詞のみ）（無神家Ver.のみに収録）
- 血戦のDies irae　歌：月浪カルラ（CV:森川智之）＆月浪シン（CV:森久保祥太郎）（月浪家Ver.のみに収録）

DIABOLIK LOVERS MORE,BLOOD　2曲
- 極限 (UNLIMITED) BLOOD　歌：逆巻アヤト（CV:緑川光）＆逆巻スバル（CV:近藤隆）＆逆巻シュウ（CV:鳥海浩輔）
- 月蝕（Eclipse）　歌：無神コウ（CV:木村良平）＆無神ユーマ（CV:鈴木達央）＆無神アズサ（CV:岸尾だいすけ）

DIABOLIK LOVERS VANDEAD CARNIVAL　2曲
- 吸愛ラビリンス　歌：逆巻アヤト（CV:緑川光）＆逆巻スバル（CV:近藤隆）＆逆巻シュウ（CV:鳥海浩輔）
- 誓いのカンパネラ　歌：逆巻アヤト（CV:緑川光）＆逆巻スバル（CV:近藤隆）＆逆巻シュウ（CV:鳥海浩輔）

DIABOLIK LOVERS DARK FATE　2曲
- Guilty×Guilty!!!　歌：逆巻アヤト（CV:緑川光）＆逆巻スバル（CV:近藤隆）＆逆巻シュウ（CV:鳥海浩輔）
- S.O.S-AtoΩ-　歌：月浪カルラ（CV:森川智之）＆月浪シン（CV:森久保祥太郎）

DIABOLIK LOVERS VERSUS SONG Requiem（2）Bloody Night　6曲
- →REDRUM←　歌：逆巻アヤト（CV:緑川光）×逆巻スバル（CV:近藤隆）
- Luv Apple Juice　歌：無神アズサ（CV:岸尾だいすけ）×無神ルキ（CV:櫻井孝宏）
- Operation X　歌：月浪カルラ（CV:森川智之）×月浪シン（CV:森久保祥太郎）
- 蠱惑のParade　歌：逆巻レイジ（CV:小西克幸）×逆巻カナト（CV:梶裕貴）
- DIE IS CAST　歌：無神コウ（CV:木村良平）×無神ユーマ（CV:鈴木達央）
- カモフラージュ　歌：逆巻シュウ（CV:鳥海浩輔）×逆巻ライト（CV:平川大輔）

DIABOLIK LOVERS Bloody Songs -SUPER BESTⅢ- 限定収録楽曲 3曲
- 愛の檻　歌：逆巻アヤト（CV:緑川光）＆逆巻ライト（CV:平川大輔）
- 絶対感度のリビドー　歌：逆巻シュウ（CV:鳥海浩輔）＆逆巻レイジ（CV小西克幸）
- カレイドナイト　歌：逆巻カナト（CV:梶裕貴）＆逆巻スバル（CV:近藤隆）

DIABOLIK LOVERS SADISTIC SONG　6曲
- 血極NIGHT　歌：逆巻アヤト（CV:緑川光）
- 快感DEATH-TRUCTION　歌：逆巻カナト（CV:梶裕貴）
- CHAOS★PARTY　歌：逆巻ライト（CV:平川大輔）
- アイオライト　歌：逆巻シュウ（CV:鳥海浩輔）
- Mr.ButterflyMask　歌：逆巻レイジ（CV:小西克幸）
- SQueeze…　歌：逆巻スバル（CV:近藤隆）

DIABOLIK LOVERS LUNATIC PARADE 2曲
- Fanatic of Night　歌：逆巻アヤト（CV:緑川光）＆逆巻カナト（CV:梶裕貴）＆逆巻ライト（CV:平川大輔）＆逆巻シュウ（CV:鳥海浩輔）＆逆巻レイジ（CV:小西克幸）＆逆巻スバル（CV:近藤隆）
- VoiD　歌：逆巻アヤト（CV:緑川光）

DIABOLIK LOVERS LOST EDEN 2曲
- 常夜 KNOW UNDERSKIN　歌：逆巻アヤト（CV:緑川光）＆逆巻カナト（CV:梶裕貴）＆逆巻ライト（CV:平川大輔）＆逆巻シュウ（CV:鳥海浩輔）＆逆巻レイジ（CV:小西克幸）＆逆巻スバル（CV:近藤隆）
- I.M.I.T.A.T.I.O.N. G.A.M.E　歌：キノ（CV:前野智昭）

DIABOLIK LOVERS CHAOS LINEGE 2曲
- BAD HOWLING -惡意共鳴-　歌：逆巻アヤト（CV:緑川光）＆無神コウ（CV:木村良平）＆逆巻シュウ（CV:鳥海浩輔）
- Dystopia　歌：キノ（CV:前野智昭）

DIABOLIK LOVERS(TVアニメ版)　3曲
- Mr.SADISTIC NIGHT　歌：逆巻アヤト（CV:緑川光）＆逆巻シュウ（CV:鳥海浩輔）
- 銀の薔薇　歌：逆巻アヤト（CV:緑川光）・逆巻カナト（CV:梶裕貴）・逆巻ライト（CV:平川大輔）・逆巻シュウ（CV:鳥海浩輔）・逆巻レイジ（CV:小西克幸）・逆巻スバル（CV:近藤隆） ※それぞれのverのソロのみ
- 禁断の666（スリーシックス）　歌：無神コウ（CV:木村良平）＆無神アズサ（CV:岸尾だいすけ）（2期OPテーマ）

DIABOLIK LOVERS 9th Anniversary Main Theme
- COUNT OFF　歌：キノ（CV:前野智昭）

### DearMySUN!!～ムスコ★育成★狂騒曲～
2曲
- StandUP★MyROCK 　歌：紫藤雷斗&紫藤風斗
- 情熱のCrazyFlower　歌：紫藤雷斗&紫藤風斗

### TOKYOヤマノテBOYS シリーズ
TOKYOヤマノテBOYS PC版　19曲
- 愛の蜜 (LOVE SYLUP)　歌：二之宮悠斗＆岬　虎太郎＆百瀬歩夢
- 約束　歌：二之宮悠斗
- 情炎-secret flame-　歌：二之宮悠斗
- 恋愛Passionista!!!!　歌：岬虎太郎
- 純情あんこベアーズ　歌：百瀬歩夢
- 熱狂（クレイジー）XOXO　歌：桐嶋伊織＆LUCY＆九条拓
- TOKYO　歌：桐嶋伊織
- LOVEマシンガン　歌：桐嶋伊織
- LAST KISS　歌：LUCY
- 今宵、この切っ先で　歌：九条拓海
- 禁断侵略者 (Forbidden Invader)　歌：琉堂イエス＆諸星哲＆濱田慎之介
- Overture　歌：琉堂イエス
- LIKE A DOG　歌：琉堂イエス
- 計測不能な純情（ストレート）！　歌：諸星哲
- FUSHIDARA★HEAVEN　歌：濱田慎之介
- Fairytale 2 you　歌：プレジデント
- 百年ONLYLOVE!!　歌：桐嶋伊織
- 愛の術式-da Vinci don't knows love-　歌：琉堂イエス
- 運命　歌：二之宮悠斗

TOKYOヤマノテBOYS PSP版　6曲
- 魔法にかけられて-Hello,MyDearPrincess-　歌：二之宮悠斗＆岬虎太郎＆百瀬歩夢
- Ordinary　歌：二之宮悠斗
- 終わりなき愛の決闘者（デュエリスト）　歌：桐嶋伊織＆LUCY＆九条拓海
- STARGAZER　歌：桐嶋伊織
- 恋愛中毒 (LOVE HOLIC)　歌：琉堂イエス＆諸星哲＆濱田慎之介
- I Believe　歌：琉堂イエス

TOKYOヤマノテBOYS Vita版　2曲
- プライド　歌：二之宮悠斗
- Liv for you...　歌：二之宮悠斗

### DRAMATIC SONG PROJECT
2曲
- 強襲 (ASSAULT) LOVER　歌：REZZ
- 完璧Freedom　歌：REZZ

### BAD MEDICINE
2曲
- 禁断 (SECRET) ZONE　歌：志奴要＆葛葉翔
- Dejavu　歌：志奴要＆葛葉翔

### VitaminX
VitaminX　22曲
- 純潔デカダンス　歌：七瀬瞬
- 硝子の幻想アモーレ　歌：斑目瑞希
- 青春ダイナマイト　歌：仙道清春
- 放課後ジャーマンスープレックス　歌：風門寺悟郎
- 禁断（シークレット）ロマンス　歌：翼と一
- 愛のWonderer　歌：真壁翼
- 傷だらけのEternity　歌：草薙一
- 真夜中救世主-ミッドナイトサルヴァトーレ-　歌：翼と一
- 完璧（パーフェクト）ジェラシー　歌：ナナキヨ
- 誘惑（アディクテッド）ポイズン -愛の暗殺者は二度死ぬ-　歌：七瀬瞬
- 反逆的恋愛（アバンギャルド）、ＯＫ？　歌：仙道清春
- 恋愛★大戦争～SUPER LOVE WARS～　歌：GAM。
- 恋のブーメラン～真夏の誘惑30°（サーティー）～ 歌：風門寺悟郎
- 千夜一夜物語（アラビアンナイト）　歌：斑目瑞希
- シュビドゥバ危機（くらいしす）　歌：永田智也
- 惰天使ハニー　歌：真壁翼
- 100Vの愛衝動（アイショック）　歌：草薙一
- RightNow,RightLove!　歌：七瀬瞬
- 限界ナイトメア　歌：仙道清春
- Romantic Metamorphoze　歌：風門寺悟郎
- 熱烈（ファイアー）LIPS　歌：斑目瑞希
- 溺愛X　歌：翼と一

VitaminZ　2曲
- 絶頂(クライマックス）HEAVEN　歌：天と千
- Brand New Day　歌：天と千

VitaminR　9曲
- 絶対不滅の愛（ダイヤモンド）　歌：一真＆玲央
- Starring　歌：ジャン＆カオル＆瑛太＆司
- 慟哭のDEVILMAN　歌：藤重一真
- 暴走チョモランマ　歌：望月玲央　
- 愛しのJULIETTE!!!!　歌：ジャン・フェリックス・ヴァロー
- 恋する★卍固め-REN-AI-10-COUNT!!!!!!-　歌：灰羽カオル
- ララバイ伝説　歌：赤桐瑛太
- 正義の紅（じゃすてぃすれっど）　歌：朝比奈司
- AHOY!!!!!!　歌：W6

### BLACK WOLVES SAGA
BLACK WOLVES SAGA -BloodyNightmare-　2曲
- Dear Despair　歌：ラス・ヴォガード
- TESTAMENT　歌：Lasah

BLACK WOLVES SAGA -Lasthope-　3曲
- Tears　歌：ラス・ヴォガード
- 堕罪in[DaSein]　歌：Lasah
- 限りなく透明に近い黒[Black]　歌：ギラン＆ユリアン

### MARGINAL#4
MARGINAL#4 51曲
- 百万回の愛革命 (Revolution)　歌：MARGINAL#4
- 妄想遊戯者 (DREAMER)　歌：桐原アトム＆藍羽ルイ
- 燃えよ！LOVE★MUSCLE　歌：野村エル＆野村アール
- 超 (SUPER) 弾丸ラヴァー　歌：MARGINAL#4
- LOVE★SAVIOR　歌：MARGINAL#4
- 永遠夢中KISS　歌：桐原アトム＆藍羽ルイ
- 恋せよ乙女！　歌：野村エル＆野村アール
- We're EGOISTIC STAR　歌：MARGINAL#4
- MASQUERADE　歌：MARGINAL#4
- GALAXYLINER　歌：桐原アトム＆野村アール
- O/Z　歌：藍羽ルイ＆野村エル
- OVER THE RAINBOW　歌：MARGINAL#4
- STAR SYMPHONEY#4　歌：MARGINAL#4
- 「もう涙を隠さないで」　歌：MARGINAL#4
- CHU CHU LUV♥SCANDAL　歌：MARGINAL#4
- DREAM★JUICER　歌：桐原アトム＆野村エル
- HURRICANE X　歌：藍羽ルイ＆野村アール
- 愛パラドックス　歌：MARGINAL#4
- 熱愛 (REDHOT) SAGA　歌：MARGINAL#4
- SUPERNOVA-I'm Headliner!!!!-　歌：桐原アトム＆藍羽ルイ
- キミとFARAWAY　歌：野村エル＆野村アール
- MyFirstLove　歌：MARGINAL#4
- Bingo!!!!　歌：MARGINAL#4
- ZIG★ZAG　歌：桐原アトム＆野村アール
- 純白（しろ）い恋人　歌：藍羽ルイ＆野村エル
- Missing you (2014)　歌：MARGINAL#4
- 恋のAKQJ10（ロイヤルフラッシュ）!　歌：MARGINAL#4
- Rock★Scissors★Paper Go!!!!　歌：MARGINAL#4
- UFO　歌：MARGINAL#4
- ハニー♥ポット　歌：桐原アトム＆藍羽ルイ
- 真夏のジャスティス　歌：野村エル＆野村アール
- 星祭り～ラララのまーじなる音頭～　歌：MARGINAL#4
- Yo-Ho!!　歌：MARGINAL#4
- Oh My WOLF♥BOY　歌：桐原アトム＆野村エル
- もぅまんたい　歌：藍羽ルイ＆野村アール
- MIRACLE WORLD　歌：MARGINAL#4
- IV (for) AILE　歌：MARGINAL#4
- 未明犯　歌：桐原アトム＆野村アール
- To Be Loved　歌：藍羽ルイ＆野村エル
- 愛♥相感図　歌：MARGINAL#4
- ギラギラSpider　歌：MARGINAL#4
- Rebirth　歌：MARGINAL#4
- Choooose One!!!!　歌：MARGINAL#4
- ピエロ　歌：MARGINAL#4
- GiVeMe　歌：MARGINAL#4
- 光　歌：MARGINAL#4
- "I"　歌：桐原アトム
- SECRET LUV　歌：野村アール
- ターミガン　歌：藍羽ルイ
- P.S.　歌：野村エル
- スパークリング　歌：MARGINAL#4

LAGRANGE POINT　33曲
- カタストロフィ　歌：LAGRANGE POINT
- 1/F（エフぶんのいち）の揺らぎ　歌：LAGRANGE POINT
- Message Bottle　歌：LAGRANGE POINT
- Dear Princess　歌：LAGRANGE POINT
- BLACK SWAN　歌：LAGRANGE POINT
- Never Sorrow　歌：LAGRANGE POINT
- イチカバチカ　歌：LAGRANGE POINT
- Goodby残響 (Echoes) !!!!　歌：LAGRANGE POINT
- 愛､独裁-SAMURAI-　歌：LAGRANGE POINT
- Shoot off　歌：LAGRANGE POINT
- ワンセンテンスじゃ、挿入（はい）りきらないよ　歌：LAGRANGE POINT
- 暁方（あかつきがた）に、消ゆ　歌：LAGRANGE POINT
- LUV EXODUS　歌：LAGRANGE POINT
- Nan-Bo-No-Mon-Ja-E　歌：LAGRANGE POINT
- Beautiful Phantom　歌：LAGRANGE POINT
- レッドブザービート　歌：LAGRANGE POINT
- 愛のファタモルガーナ　歌：LAGRANGE POINT
- 今はGoodNight　歌：LAGRANGE POINT
- 愛という言葉を憎む日々が永久に続いてもオレを赦してくれ　歌：LAGRANGE POINT
- 惡の華　歌：LAGRANGE POINT
- 六十九夜 (SixNineNight)　歌：LAGRANGE POINT
- BLACKOUT/WHITEOUT　歌：LAGRANGE POINT
- PRISONER　歌：LAGRANGE POINT
- Last Chance!!!　歌：LAGRANGE POINT
- Crystal Switch　歌：LAGRANGE POINT
- 妄想VISIONIST　歌：LAGRANGE POINT
- 破竹の愛　歌：LAGRANGE POINT
- ガイドライン　歌：LAGRANGE POINT
- シンギュラリティ　歌：LAGRANGE POINT
- Vertigo　歌：LAGRANGE POINT
- Afraid No.7　歌：緋室キラ
- ポートレイト  歌：牧島シャイ
- CAFUNÉ　歌：LAGRANGE POINT

UNICORN Jr. 20曲
- PANDORA BOX　歌：UNICORN Jr.
- ワガハイはネコである!!!　歌：UNICORN Jr.
- MIS(S)LEAD　歌：UNICORN Jr.
- Q　歌：UNICORN Jr.
- アフターバーナー　歌：UNICORN Jr.
- Mr.8　歌：UNICORN Jr.
- Uncrowned　歌：UNICORN Jr.
- ストレンジャー　歌：UNICORN Jr.
- F.A　歌：UNICORN Jr.
- Unlimited Saga　歌：UNICORN Jr.
- in my youth　歌：UNICORN Jr.
- ヒトカケラ　歌：UNICORN Jr.
- Lonely Silence Monster　歌：UNICORN Jr.
- 愛が愛のままでありますように　歌：UNICORN Jr.
- KARA∞KARA　歌：UNICORN Jr.
- 幻想歌（ファンタジア）　歌：UNICORN Jr.
- Mr.MARMAID　歌：仲真テルマ
- ange dêchu　歌：新堂ツバサ
- Pa!! PARADISO　歌：滝丸アルト
- B R A V E R Y　歌：UNICORN Jr.

ピタゴラス★オールスター 2曲
- 奇跡の星座 (Sign)
- FOOOOOOOOOLISH!!!

ピタゴラスプロダクション シャッフルユニット 27曲
- ビバ★ラッ★チュ　歌：WONDER CORONA!
- 裸足のDestiny　歌：WONDER CORONA!
- 星だけが知る　歌：NEBULAS
- POLYHEDRON -Stay Foolish Night-　歌：NEBULAS
- まじかるルルルル♪　歌：MY♥MILKY♥WAY
- カガミノナカ　歌：MY♥MILKY♥WAY
- サマジェラ　歌：WONDER CORONA!
- HANABI　歌：WONDER CORONA!
- カナリヤ　歌：NUBULAS
- Ing…　歌：NUBULAS
- カシマシLOVE　歌：MY♥MILKY♥WAY
- Hand in Hand　歌：MY♥MILKY♥WAY
- Lost Accessories　歌：WONDER CORONA!
- 蒼の月　歌：NEBULAS
- ミラクル！　歌：MY♥MILKY♥WAY
- FLY×HIGH×FLY　歌：孫悟空（桐原アトム）＆沙悟浄（牧島シャイ）＆猪八戒（仲真テルマ）
- ハイビスカス　歌：孫悟空（桐原アトム）＆沙悟浄（牧島シャイ）＆猪八戒（仲真テルマ）
- SHOW★TIME　歌：ロビン（野村エル）＆レオン（緋室キラ）＆AL-10 Orbit（滝丸アルト）
- 希望infinity　歌：ロビン（野村エル）＆レオン（緋室キラ）＆AL-10 Orbit（滝丸アルト）
- ウラギリLIP　歌：ヴァーゴ（藍羽ルイ）＆リブラ（野村アール）＆リオ（新堂ツバサ）
- 運命（ファタリテ）　歌：ヴァーゴ（藍羽ルイ）＆リブラ（野村アール）＆リオ（新堂ツバサ）
- Wake Upじゃまいか！？　歌：WONDER CORONA!
- サジタリウス　歌：NUBULAS
- グッバイルールブック　歌：MY♥MILKY♥WAY
- Still Green　歌：WONDER CORONA!
- リトルジャーニー　歌：NUBULAS
- 最愛公約　歌：MY♥MILKY♥WAY

TVアニメ MARGINAL#4　Kissから創造るBigBang 15曲
- WeMe!!!!　歌：MARGINAL#4　
- 忍-Just A 絶頂(HEAVEN)-　歌：MARGINAL#4　
- Melty♥Love♥Cooking　歌：野村エル＆野村アール
- 革命RevolutionXX　歌：LAGRANGE POINT
- Mr. StarrySky　歌：藍羽ルイ
- REAL？　歌：UNICORN Jr.
- コ・コ・ロ・ヒ・ト・ツ　歌：野村エル
- HOT★SCRAMBLE　歌：桐原アトム＆藍羽ルイ
- カラフル　歌：野村アール
- 魂のノンストップラヴァー　歌：桐原アトム
- 絆-KIZUNA-　歌：MARGINAL#4
- KISSから創造つくるBig Bang　歌：ピタゴラス★オールスター
- Orbit　歌：MARGINAL#4
- "U"　歌：LAGRANGE POINT
- ハングリー？　歌：UNICORN Jr.

その他　1曲
- パルコ

### -8（マイナスエイト）
6曲
- キミ専用 (ONLY) HERO!!!　歌：風原麻耶,佐伯郁沙,倉持青葉,都並音彦,虹丘リオン,樹茉莉男,宇多野 准,南錠景馬
- Beginning of Love　歌：風原麻耶,佐伯郁沙,倉持青葉,都並音彦,虹丘リオン,樹茉莉男,宇多野 准,南錠景馬
- 劣等PANDEMIC!!!!　歌：風原麻耶＆都並音彦
- シーラカンス　歌：佐伯郁沙＆樹茉莉男
- 同調MASS∞GAME　歌：虹丘リオン＆南錠景馬
- NO FUTURE,NO LIFE？　歌：倉持青葉＆宇多野 准

### 明治吸血奇譚｢月夜叉｣シリーズ
2曲
- Accepted Blood　歌：MIKOTO
- 暁のカルマ 歌:MIKOTO（「Daisuke Iwasaki」名義）

### もし､この世界に神様がいるとするならば｡
3曲
- アワーグラス　歌：細波エース×来実マサト
- 相反定理の緋い糸　歌：Orphée-yumi×lasah-
- THE RED STRING OF RECIPROCITY　歌：Orphée-yumi×lasah-

### Lucian Bee's RESURRECTION SUPERNOVA
3曲
- 情熱-ワンナイト-バッチョーネ　歌：メトロポリスV
- 運命のカデンツァ　歌：ハニーバザードⅥ
- 星屑（スターダスト）★Revolution　歌：ロマンシア

### 恋愛番長
4曲
- LOVE★Monster a GO!GO!　歌：恋愛番長 feat.YASU
- You’re the One　歌：MIKOTO
- 月光伝説 (Moonlight Scandal)　歌：恋愛番長 feat.YASU
- New Color　歌：恋愛番長 feat.YASU

### iD BEST
2曲
- （金盤収録）Wizardry-手苦魔苦魔夜魂-　歌：代表鳥締役（CV:鳥海浩輔）
- （銀盤収録）DARK(K)NIGHT　歌：ミジェット（CV:緑川光）

### その他
5曲
- 電撃（サンダーボルト）LOVE　歌：SHOW＆KENN （ニコニコ生放送　快感 TO Night　オープニング）
- 純愛狂騒曲　歌：SHOW＆KENN（ニコニコ生放送　快感 TO Night　エンディング）
- EVERSMILE　歌：SHOW＆KENN with ALL FRIENDS（東日本大震災チャリティソング）
- 愛、ドビュッシー　歌：真ん中（Rejetスタッフ）（生Rejet!?テーマソング）
- 絶対ALIVE（Tiny×Machinegun主題歌）　歌：CRYED ※ワタナベカズヒロとの共同作詞

## その他
- ビーズログTV恋愛番長リターンズ：メガネパラダイスに寺島拓篤とともに本人出演。
- Rejetの新作発表会では、自ら作品のプレゼンテーションを行っている。
- ストリーミング配信でまれに生放送を行っている。